# René-Clément Juge
René-Clément Juge (Sarlat, 11 avril 1877-Versailles, 9 février 1958), est un officier de marine français. 

## Biographie
Fils d'un officier de marine, le capitaine de vaisseau Pierre-Romain Juge (1834-1914), commandeur de la Légion d'honneur, et Jeanne-Gabrielle-Charlotte Bloy (1850-1907), il entre à l'École navale en octobre 1894 et embarque en escadre de Méditerranée sur le cuirassé Brennus. Aspirant de 1re classe (octobre 1897), il participe à une campagne en Extrême-Orient sur le croiseur Pascal puis, enseigne de vaisseau (octobre 1899), passe sur le cuirassé Gaulois en Méditerranée (1900-1902). 
Second de la canonnière Olry, il sert de nouveau en Extrême-Orient à la flottille du Yangzi Jiang et s'y fait remarquer en sauvant le bâtiment lors d'un accident de chaudière, ce qui lui apporte un témoignage officiel de satisfaction (octobre 1903). Il reçoit aussi pour la qualité de ses travaux hydrographiques effectués sur le Haut-fleuve, les félicitations du ministre. 
Il sert ensuite à la 2e flottille de torpilleurs en Méditerranée et est nommé lieutenant de vaisseau en septembre 1906. Commandant d'une escouade d'apprentis canonniers sur la Couronne à Toulon, il embarque sur le croiseur Du Chayla en 1907 avec lequel il participe au débarquement de Casablanca. 
Professeur à l’École d'application du tir à la mer sur le croiseur Pothuau (1909), membre de la Commission d'études pratiques de l'artillerie navale, il est adjoint en 1911 au chef d'état-major de la Ve région à Toulon et enseigne à l’École de canonnage sur le Tourville. 
Envoyé au Contrôle technique des poudres de la marine à la poudrerie de Saint-Médard-en-Jalles (1912), il est adjoint en 1914 au commandement en chef de l'artillerie du front de mer à Toulon. Commandant de la batterie du cap Helles aux Dardanelles (1915), il obtient deux citations et est promu capitaine de corvette en juillet 1917. Il commande alors les batteries de marine de l'armée d'Orient sur le front terrestre de la Strouma. 
Commandant de l'aviso Ville-d'Ys à la division navale du Maroc, capitaine de frégate (novembre 1918), il est le Second du cuirassé Jean-Bart en 1919. Il commande ensuite l'aviso Vaucluse (1920) et la mission hydrographique du Maroc puis en 1921, le Lapérouse et la mission hydrographique d'Algérie. 
Président de la Commission d'études pratiques de l'artillerie de côte (1922), il est nommé capitaine de vaisseau en juin 1923 et commande le croiseur Colmar à la division navale d'Extrême-Orient et reçoit en mars 1925 les félicitions du ministre pour les renseignements qu'il a recueillis durant la campagne. 
Auditeur à l’École de guerre et au Centre des hautes études navales (1927), chef d'état-major de la IIIe région à Toulon (1928), il est nommé contre-amiral en août 1929 et commande les secteurs maritimes de Cherbourg (1930) puis de Toulon (1931).
Sur le Paris en 1932-1933, il est le commandant de la division d'instruction puis devient en 1934 major-général à Toulon. Promu vice-amiral en octobre 1935, il est nommé préfet maritime de Toulon en mars 1936 et le reste jusqu'en avril 1937. 
Il préside en 1937 le Comté technique et la Commission permanente des essais des bâtiments de la flotte et devient membre du Conseil supérieur de la marine avant de prendre sa retraite en mars 1939. 
Rappelé à la déclaration de la guerre, René Juge est membre jusqu'en juillet 1940 du Conseil des prises.

## Récompenses et distinctions
- Grand officier de la Légion d'honneur (11 juin 1937, décoré le par le président de la République Albert Lebrun le 14 juillet suivant. Chevalier : 30 décembre 1911 ; officier : 21 mars 1916 ; commandeur : 15 janvier 1930)
- Croix de guerre 1914–1918
- Médaille coloniale
- Médaille commémorative du Maroc
- Officier de l'Instruction publique
- Médaille interalliée de la Victoire
- Médaille commémorative de la guerre 1914–1918
- Distinguished Service Cross
- Commandeur du Ouissam alaouite
- Commandeur de l'Ordre Polonia Restituta
- Officier de l'ordre du Dragon d'Annam